# Kristen Edmonds
Kristen Edmonds (Metuchen, Nueva Jersey, Estados Unidos; 22 de mayo de 1987) es una futbolista estadounidense que juega como defensora para el Kansas City NWSL de la National Women's Soccer League (NWSL) de Estados Unidos.

## Trayectoria
Edmond fichó para el Orlando Pride en diciembre de 2015. En 2017, fue nombrada Jugadora de la Semana de la NWSL en la semana 12 del torneo luego de anotar dos goles contra el Boston Breakers al que ganaron por 2 a 1.

## Estadísticas

### Clubes
| Club                   | País           | Año             |
| ---------------------- | -------------- | --------------- |
| Stjarnan               | Islandia       | 2011            |
| WFC Rossiyanka         | Rusia          | 2012 - 2013     |
| Western New York Flash | Estados Unidos | 2014 - 2015     |
| Orlando Pride          | Estados Unidos | 2016 - 2020     |
| Kansas City NWSL       | Estados Unidos | 2021 - presente |

## Palmarés

### Títulos nacionales
| Título      | Club     | País     | Año  |
| ----------- | -------- | -------- | ---- |
| Úrvalsdeild | Stjarnan | Islandia | 2011 |